# Christian Wein
Christian Wein (* 6. Juni 1979 in Barcelona) ist ein ehemaliger deutscher Hockeyspieler. Er war 2002 Weltmeister sowie 1999 und 2003 Europameister im Freien.

## Sportliche Karriere
Christian Wein belegte 1997 mit der deutschen Mannschaft den dritten Platz bei der Juniorenweltmeisterschaft, bei der Junioreneuropameisterschaft 1998 gewann er mit dem deutschen Team.
1998 debütierte Wein in der deutschen Nationalmannschaft, für die er bis 2005 41 Tore in 176 Länderspielen erzielte.
Seine erste Medaille im Erwachsenenbereich erhielt Wein 1999 bei der Europameisterschaft in Padua. Deutschland bezwang im Finale die niederländische Mannschaft im Penaltyschießen, wobei Wein am Penaltyschießen nicht beteiligt war. Im Jahr darauf bei den Olympischen Spielen 2000 in Sydney wurde Wein in allen sieben Spielen eingesetzt, die deutsche Mannschaft belegte den fünften Platz.
Bei der Weltmeisterschaft 2002 in Kuala Lumpur spielte Wein in allen neun Partien, in der ersten Partie gegen Argentinien erzielte er sein einziges Weltmeisterschaftstor. Die deutsche Mannschaft gewann ihre Vorrundengruppe trotz einer Niederlage gegen die Spanier und bezwang im Halbfinale die Südkoreaner mit 3:2. Im Finale gewann die deutsche Mannschaft mit 2:1 gegen die australische Mannschaft. 2003 fand die Europameisterschaft in Barcelona statt, der Heimatstadt Christian Weins. Die deutsche Mannschaft gewann das Finale gegen die Spanier im Penaltyschießen.
Christian Wein ist der Sohn von Horst Wein und der Neffe von Jürgen Wein, beide waren deutsche Hockeynationalspieler. Horst Wein war dann Trainer in Spanien, wo Christian zur Welt kam. In seiner aktiven Spielerlaufbahn war Christian Wein 2002 und 2003 spanischer Meister mit dem Real Club de Polo de Barcelona.